# Tunisian Barbarin

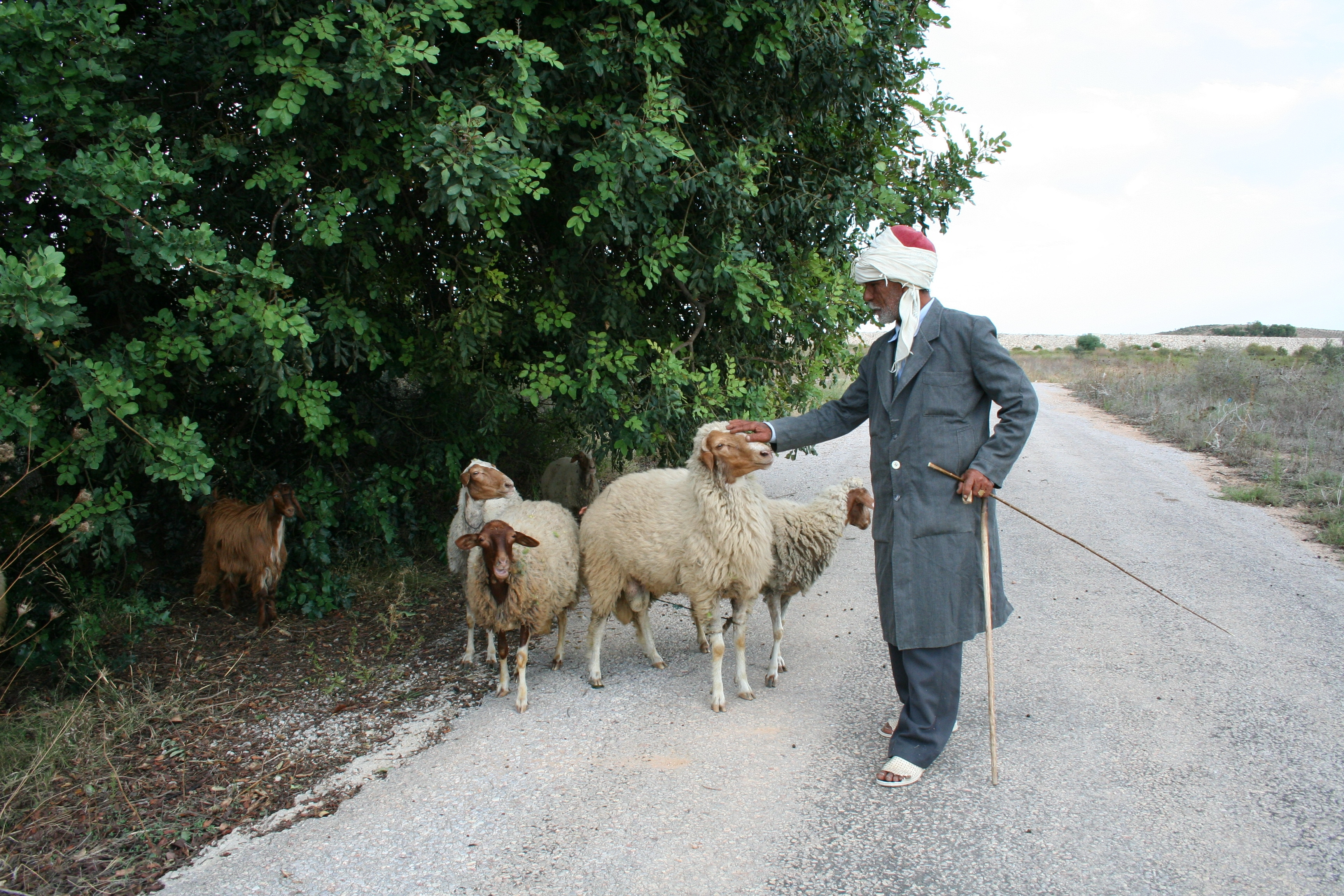
Shepherd with Barbarin sheep near Bou Achar

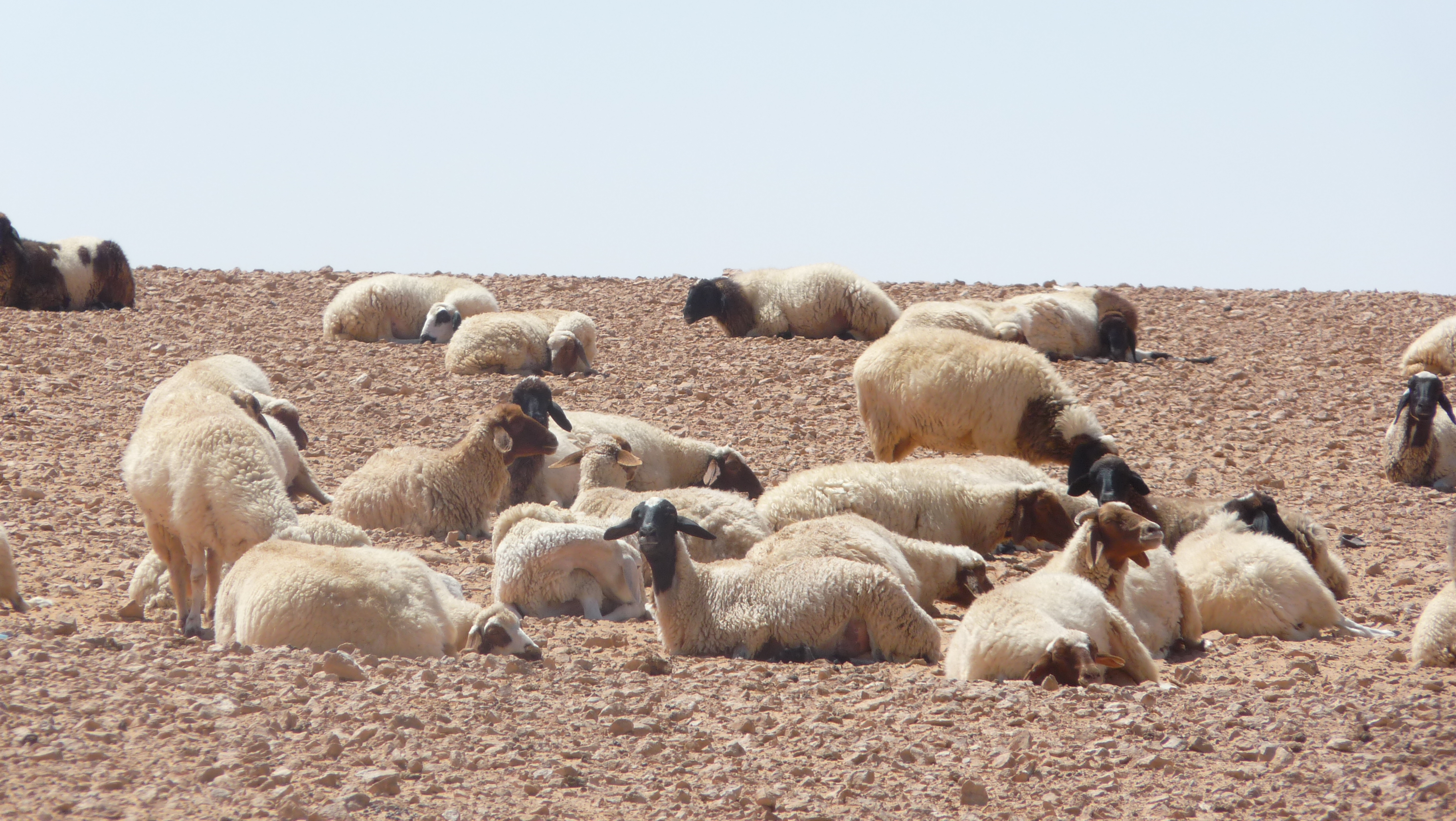
At the oasis of Ksar Ghilane in southern Tunisia

Tunisian Barbarin là tên của một giống cừu đuôi béo của Tunisia và nó thì được tìm thấy ở khắp đất nước này:46 và cả hai phía của biên giới Tunisia với Algérie, đặc biệt là khu vực El Oued ở phía Algeria. Nó mối quan hệ mật thiết với Awassi.

## Lịch sử
Nó là loài được lai tạo từ loài Barbaresca Siciliana của Sicily và Laticauda của Calabria và Campania:753. Năm 1991, số lượng cá thể được báo cáo của chúng là đến 5 triệu; sang năm sau thì ở Algeria có số lượng khoảng 50000 con. Vào năm 2008, Tunisian Barbarin chiếm 60% trong tổng số cừu của Tunisia. Số lượng con cái được ước lượng là xấp xỉ 4 triệu con.:42

## Đặc điểm
Chúng là loài cho lông không tốt nên vì thế mục đích chăn nuôi là để lấy thịt:753. Đặc biệt, nó có thể chịu được cái nắng gay gắt cua vùng sa mạc và nước lợ. Lông chúng màu trắng, mặt thì có màu đỏ gạch hoặc là màu đen. Với màu mặt là đen thì chúng sẽ chịu được ánh nắng tốt hơn và trở nên nhạy cảm với ánh nắng khi ăn phải Hypericum perforatum, "St. John's Wort".
Ngoài hai dạng chính trên thì chúng còn có thêm vài biến thể khác như toàn bộ cơ thể thì hoàn toàn màu đen, hay như là chúng "đeo kính". Do đầu chúng có màu trắng, và có mảng màu tạo thành vòng tròn quanh mắt và miệng. Với "cặp kính" màu đen thì chúng được gọi là sardi, còn nếu là màu đen thì gọi là sagaa.:43, 46